# Israel Salazar
Israel Salazar Píriz (Badajoz, 10 de mayo de 2003) es un futbolista español que juega de delantero en el G. D. Estoril Praia de la Primeira Liga.

## Trayectoria
Nacido en Badajoz, es un futbolista formado en las categorías inferiores de la Escuela Deportiva Guadalupe desde 2008 a 2012, Club Deportivo San Roque Badajoz en la temporada 2012-13 y en el Club Polideportivo Flecha Negra desde 2013 a 2015.
En 2015, con apenas 12 años ingresó en la cantera del Real Madrid CF para jugar en el infantil "C".
Isra iría quemando etapas en el Real Madrid CF y en la temporada 2019-20 en las filas del juvenil "A" lograría el título de la Liga Juvenil de la UEFA 2019-20.
El 21 de noviembre de 2020, hace su debut con el Real Madrid Castilla Club de Fútbol de la Segunda División "B", en un encuentro frente a la CDA Navalcarnero.
El 30 de agosto de 2022, tras acabar su etapa juvenil en el conjunto blanco, firma en calidad de cedido por el UCAM Murcia Club de Fútbol de la Segunda Federación, durante una temporada.
El 26 de julio de 2023, firma en propiedad por el Real Valladolid Promesas de la Segunda Federación. El 5 de diciembre de 2023 debutó con el primer equipo con el dorsal 38 en Copa del Rey en la eliminatoria de 1/32 contra el RCD Espanyol. El partido se disputó en el RCDE Stadium y acabó con derrota 3-1. El gol blanquivioleta fue conseguido por Salazar en el minuto 82, poniendo el 2-1 en el marcador. El 9 de diciembre de 2023 debutó en Segunda División en la la jornada 19 contra la SD Amorebieta en partido disputado en el Estadio José Zorrilla que acabó con victoria pucelana 2-1. Israel entró en el descanso para tratar de dar la al marcador, y se logró con un tanto suyo en el minuto 86. Con la victoria el Real Valladolid CF se colocó en 2ª posición en la tabla clasificatoria.
El 15 de agosto de 2024 fue traspasado al G. D. Estoril Praia de la Primeira Liga.

### Selección nacional

#### España Sub-16
Isra debutó el 16 de abril de 2019 con el número 9 y como titular en partido amistoso contra Francia. Disputó 61 minutos. En total ha jugado 8 partidos amistosos, marcando 2 goles, uno a Rusia y otro a Macedonia del Norte.

#### España Sub-17
Isra es internacional con la Selección de fútbol sub-17 de España con la que debutó el 20 de octubre de 2018 contra Macedonia del Norte en partido de clasificación Europeo Sub-17 Irlanda 2019. Entró en el minuto 73 con el número 19 y en el 90 marcó el gol de la victoria del combinado español. En total disputó 3 partidos de clasificación logrando 2 goles que ayudaron a España a quedar 1ª de grupo. En esta categoría también ha jugado 5 partidos amistosos, logrando 3 goles.

## Clubes
Actualizado al último partido disputado el 2 de junio de 2024. 
| Club                           | País          | Año           | Partidos | Goles |
| ------------------------------ | ------------- | ------------- | -------- | ----- |
| Real Madrid Castilla C. F.     | España        | 2020-2023     | 5        | 0     |
| UCAM Murcia C. F. (cedido)     | España        | 2022-2023     | 30       | 2     |
| Real Valladolid C. F. Promesas | España        | 2023-2024     | 19       | 3     |
| Real Valladolid C. F.          | España        | 2023-2024     | 12       | 3     |
| G. D. Estoril Praia            | Portugal      | 2024-act.     |          |       |
| Total carrera                  | Total carrera | Total carrera | 66       | 8     |

## Palmarés

### Campeonatos internacionales
| Título                    | Club              | Sede  | Año     |
| ------------------------- | ----------------- | ----- | ------- |
| Liga de Campeones juvenil | Real Madrid C. F. | Suiza | 2019-20 |